# 赵午
赵午（？—？），嬴姓，邯郸氏，名午，又称邯郸午，春秋时代的晋国的邯郸大夫，为晋卿赵氏的赵穿一支的后裔，食邑在邯鄲城。
公元前497年，由於趙午拒絕趙簡子由邯鄲遷徙五百戶往晉陽的要求，为赵简子所杀。其子趙稷據邯鄲城，發動針對趙氏本宗的叛亂，引发了晋国六卿之间的战争。
根据孔颖达《春秋左传正义》引的《世族谱》的记载，赵午这一支是从赵夙的后裔，赵夙生赵穿，赵穿生赵旃，赵旃生赵胜，赵胜生赵午。